# Щедрино (Нижньогородська область)
Щедрино (рос. Щедрино) — присілок в Вачському районі Нижньогородської області Російської Федерації.
Населення становить 49 осіб. Входить до складу муніципального утворення Чулковська сільрада.

## Історія
Від 2009 року входить до складу муніципального утворення Чулковська сільрада.

## Населення
| 1859 | 1905 | 1926 | 1999 | 2002 | 2010 |
| ---- | ---- | ---- | ---- | ---- | ---- |
| 498  | ↘431 | ↗470 | ↘96  | ↘66  | ↘49  |